# Есен (Олденбург)
Есен (њем. Essen) општина је у њемачкој савезној држави Доња Саксонија. Једно је од 13 општинских средишта округа Клопенбург. Према процјени из 2010. у општини је живјело 8.244 становника. Посједује регионалну шифру (AGS) 3453006.

## Географски и демографски подаци
Есен се налази у савезној држави Доња Саксонија у округу Клопенбург. Општина се налази на надморској висини од 26 метара. Површина општине износи 98,0 km². У самом мјесту је, према процјени из 2010. године, живјело 8.244 становника. Просјечна густина становништва износи 84 становника/km².

## Међународна сарадња
| Мјесто | Држава  | Врста сарадње | Од    |
| ------ | ------- | ------------- | ----- |
| Есен   | Белгија | партнерство   | 1968. |
| Извор  |         |               |       |